# Darjeeling (distrikt)
Darjeeling (eller Darjiling) är ett distrikt i den indiska delstaten Västbengalen. Den administrativa huvudorten är staden Darjeeling. Distriktets befolkning uppgick till cirka 1,6 miljoner invånare vid folkräkningen 2001. 

## Administrativ indelning
Distriktet är indelat i fyra delområden:
- Darjeeling
- Kalimpong
- Kurseong
- Siliguri

Dessa är i sin tur indelade i städer och så kallade community development blocks.

## Urbanisering
Distriktets urbaniseringsgrad uppgick till 32,34 % vid folkräkningen 2001. Den administrativa huvudorten är Darjeeling, medan den största staden är Siliguri. Ytterligare sju samhällen har urban status:
- Bairatisal, Cart Road, Kalimpong, Kurseong, Mirik, Pattabong Tea Garden, Uttar Bagdogra